# コンフォート・フード

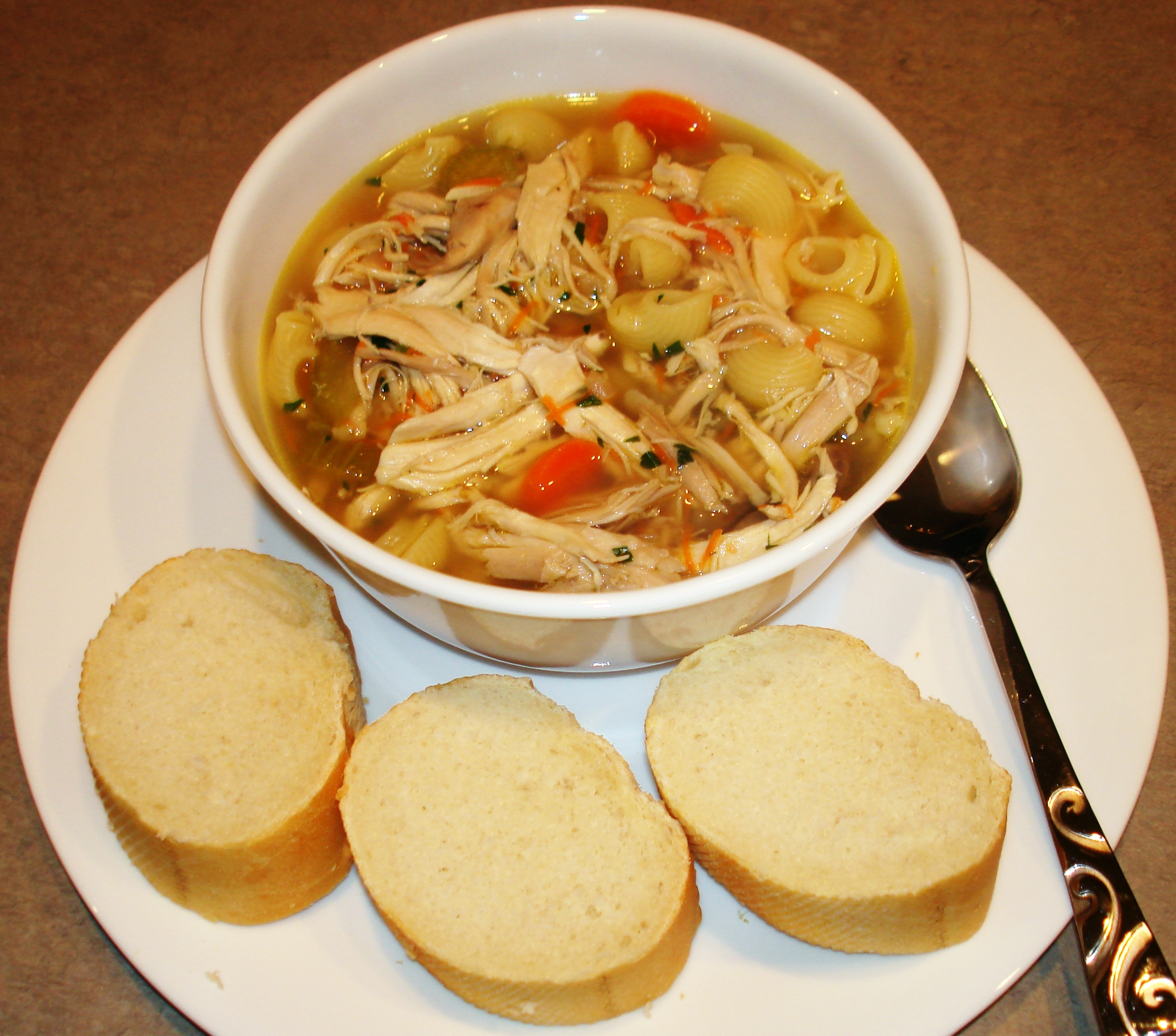
チキンスープは、さまざまな文化圏でみられる古典的なコンフォート・フードである

コンフォート・フード (Comfort food) は、食べた者に郷愁あるいはなにがしかの感傷（幸福感や安心感であったり、特別な価値または意味）を呼び起こす食品を指し、高カロリー、高炭水化物、あるいは調理が簡単といった要素で特徴づけられることもある。食べたときに感じる郷愁は、個人に特有のものである場合もあれば、文化に特有である場合もある。コンフォート・フードは、日本語の「おふくろの味」や「懐かしの味」、「郷土料理」または「家庭料理」、あるいは「ソウルフード」の概念を含む言葉である。

## 定義と歴史
"Comfort food" という語の初出は、少なくとも1966年、アメリカ・フロリダ州の地方紙パームビーチ・ポストの記事で記事のなかで、以下のように言及されたことに遡る。
コンフォート・フードという用語の起源は、少なくとも 1966 年にパーム・ビーチ・ポスト紙が記事で使用したときまで遡ることができる。「大人は、深刻な精神的ストレスにさらされると、いわゆる『コンフォート・フード』、つまり安全に関連する食べ物に目を向けます。」子供の頃、母親のポーチドエッグや有名なチキンスープのようなものである。」JSTORのエイプリル・ホワイトによる調査によると、インタビューでこの言葉を現代的な意味で初めて使用したのはライザ・ミネリであり、ハンバーガーが食べたいと認めた可能性がある。
この用語が最初に登場したとき、新聞はこの用語を引用符で囲んで使用した。1970 年代、米国で最も人気のある家庭料理はさまざまなジャガイモ料理とチキンスープだったが、当時でもその定義は人によって異なっていた。次の数十年間で、アメリカではコンフォートフードの性質が変化し、塩味の効いた料理から甘いものへと移っていった。その一方で、コンフォートフードをテーマにした料理本が普及し始め、レストランでは、もともとこの用語が食品に対して使用されていたものに、本来は「お家で一人で食べる」食品を指すようなラベルを付けた商品を提供し始めた。1990 年代に現れた、低脂肪食や低炭水化物食などの世界的な食事のトレンドは、ホッとする食べ物への欲求を終わらせることができなかった。ホワイトによると、 2020年に世界を襲った新型コロナウイルス感染症（COVID-19）のパンデミックにより、懐かしさや帰属意識を呼び起こすホッとする食べ物に対する人々のニーズがさらに強まったという。

## 心理学的側面
アイスクリーム、チョコレート、フライドポテトなどの高カロリー、高脂肪、あるいは塩や砂糖を多く使った食品を摂取すると、人間の脳の報酬系が刺激され、幸福感や気分の一時的な高揚感、あるいはリラックス感が得られる。人間は、しばしば心理的要因により自らを癒すためにコンフォート・フードを口にする（いわゆるやけ食いや「食べて気分を紛らわせる」という行動）。気分が落ち込んだときには、それが一時のものであっても、今すぐ満足感を得るために脂肪や糖の多い不健康な食べ物を食べがちである。
ある研究は、大学生が考えるコンフォート・フードを4つのカテゴリ（ノスタルジックな食品、贅沢な食品、インスタント食品、体に優しい食品）に分類し、ある食べ物を気分を変えたり効用を得るためにどのように選ぶかに特に重点を置いて行われ、ある食品を医学的な治療目的に使うことは、究極的には気分の変化の問題である可能性があることが示された。
さまざまなパターンが見いだされるものの、特定の食べ物をコンフォート・フードと認識するかどうかは人によって大きく異なる場合がある。アメリカ人の好みに関するある研究では、「男性は温かくて心のこもった食事に関連するもの（ステーキ、キャセロール、スープなど）を好み、女性はチョコレートやアイスクリームなどのスナックを好む。さらに、若者は55歳以上の人に比べてスナック寄りのものを好む」ことが示された。また、この研究ではコンフォート・フードの摂取と罪悪感との間に強い関連があることが明らかになった。
コンフォート・フードの摂取は、感情的なストレスへの反応であると見なされており、その結果、アメリカにおいて肥満が蔓延する主因の一つとなっている。コンフォート・フードの摂取はセルフメディケーションの一形態と見なされ得るが、それにより誘発されるホルモン反応は、結果として腹部脂肪の増加に繋がる。
別の研究では、男性ではポジティブな感情、女性ではネガティブな感情がコンフォート・フードを食べるきっかけになることが示唆されている。ストレスの影響は大学生の女性で特に顕著で、感情的なストレスを受けたときでも健康的な食事を選んだ、と報告したのは被験者のわずか33%であった。特に女性にとって、こういった心理的パターンは不適応でありうる。
食欲が低下し、食が細って健康と生活の質が低下しがちな老人にコンフォート・フードやハッピーアワー飲料を出すことは、こういった知見の治療応用の一つである。

## 具体的な例
英語版(en:Comfort food)には、世界各国のさまさせまなコンフォート・フードの例が掲載されている。その大半が、まだ日本語版には記事のないメニューなので訳出は保留。

### 日本
- カレーライス [18]
- 茶漬け[19][20][21]
- 味噌汁 [19]
- 餅 [21]
- おにぎり [19][21]
- ラーメン [21][22]
- たこ焼き [21]
- 天ぷら [19][21]
- うどん[19][21]

- 卵かけご飯 [23]